# گراهام مک‌گرت
گراهام مک‌گرت (به انگلیسی: Graham McGrath) (زادهٔ ۲۹ ژوئیه ۱۹۷۱) بازیگر انگلیسی است.
از فیلم‌های معروف او می‌توان به بازی در فیلم کرول اشاره کرد.